# گرمانیشر لوید
گرمانیشر لوید، (به آلمانی: Germanischer Lloyd) شرکت جهانی بوده، که دفتر مرکزی آن در شهر هامبورگ، آلمان قرار دارد. این شرکت ارائه‌کننده انواع خدمات بازرسی، کنترل کیفیت و صدور انواع گواهینامه می‌باشد. شمار کارکنان شرکت گرمانیشر لوید بیش از ۷،۵۰۰ نفر است، که در ۱۰۰ دفتر خدماتی و آزمایشگاه‌های آن، در سراسر جهان فعالیت می‌کنند.
خدمات اصلی شرکت گرمانیشر لوید شامل بازرسی و تایید مقدار، وزن و کیفیت کالاهای گوناگون، همچنین تست و کنترل کیفیت محصولات و عملکرد آنها در برابر استانداردهای مختلف بهداشتی، ایمنی و نظارتی می‌باشد.
این شرکت، در سال ۱۸۶۷ در هامبورگ، آلمان تأسیس شد. در حال حاضر رقبای اصلی گرمانیشر لوید در سطح جهانی عبارتند از: شرکت اینترتک، توف، اس‌جی‌اس و بیرو وریتاس.
این شرکت در سال ۲۰۱۳ با شرکت دی‌ان‌وی و ادغام شده و شرکت دی‌ان‌وی جی‌ال به وجود آمد.